# 撿來的貓男
《撿來的貓男》（韓語：주워온 고양이남자）是中韩在2016年合拍的网络剧。講述了貓變成人後與女主相愛的現代奇幻浪漫愛情故事。是一部由任時完和Infinite成員金明洙出演的中國網絡劇。金明洙已確認將在《撿來的貓男》中飾演一個頂級明星，此劇也是他進軍中國影視界的第一部作品。女主角方面由蔡秀彬擔任。對此，蔡秀彬方負責人士表示“蔡秀彬出演《黑貓》的事正在積極討論中，已經處於最終調整階段。”。原计划2016年时在腾讯视频播出，至今尚未播出。

## 演員陣容

### 主要角色
| 演員   | 角色   | 介紹                                               |
| 任時完 | 陈莫   | 一隻可以變成人的貓，以貓系性格特徵出現。           |
| 金明洙 | 李昊然 | 受到眾人喜愛的多情頂級演員，是一位犬系性格的暖男。 |
| 蔡秀彬 | 苗淼   | 武打演員，下班途中撿回一隻貓。                     |